# 朱肩丽叩甲
朱肩丽叩甲（学名：Campsosternus gemma），叩甲科（叩头虫科）丽叩甲属的一种，广泛分布于中国南方，模式产地为中国上海市。
本种2023年被收录入中国《有重要生态、科学、社会价值的陆生野生动物名录》。

## 形态特征
体型呈椭圆形，全身光滑无毛。前胸背板金蓝色，两侧（不含周缘和后角）为红色；鞘翅金绿色，具铜色光泽。